# ウィリアム・ヴァーナー
ウィリアム・ヴァーナー (William Franklyn Verner、1883年7月24日 - 1966年7月)は、アメリカ合衆国の陸上競技選手。20世紀初頭に活躍した中距離種目選手で、1904年セントルイスオリンピックに出場。1500mでは4分06秒8の記録で、アメリカのジム・ライトボディに次ぎ銀メダルを獲得。さらに、4マイル団体にシカゴAAを中心とした混合チームから出場。出場選手10人中3位という記録で、チームの銀メダル獲得に貢献した。